# Șcheia, Suceava
Șcheia este satul de reședință al comunei cu același nume din județul Suceava, Bucovina, România. Ea este localitatea reședință de comună. Aici își au sediul autoritățile administrației publice locale, poliția, dispensarul uman, dispensar veterinar, școala generală cu clasele I-X.
În anul 1996, a fost ridicat în sat un monument de marmură a eroilor comunei căzuți în primul război mondial, prin strădania credincioșilor statului Șcheia, sub îndrumarea preotului paroh Gheorghe Cărărușă și a Consiliului Parohial. Autorul proiectului și realizatorul sculpturii este Constantin Bondari. Monumentul are o formă de prismă, cu 3 laturi și are în vârf o cruce de marmură. El a fost amplasat în parcul central al comunei, vizavi de cimitir, fiind străjuit de două tunuri. 

## Obiective turistice
- Cetatea Șcheia
- Gara Suceava Vest

## Imagini

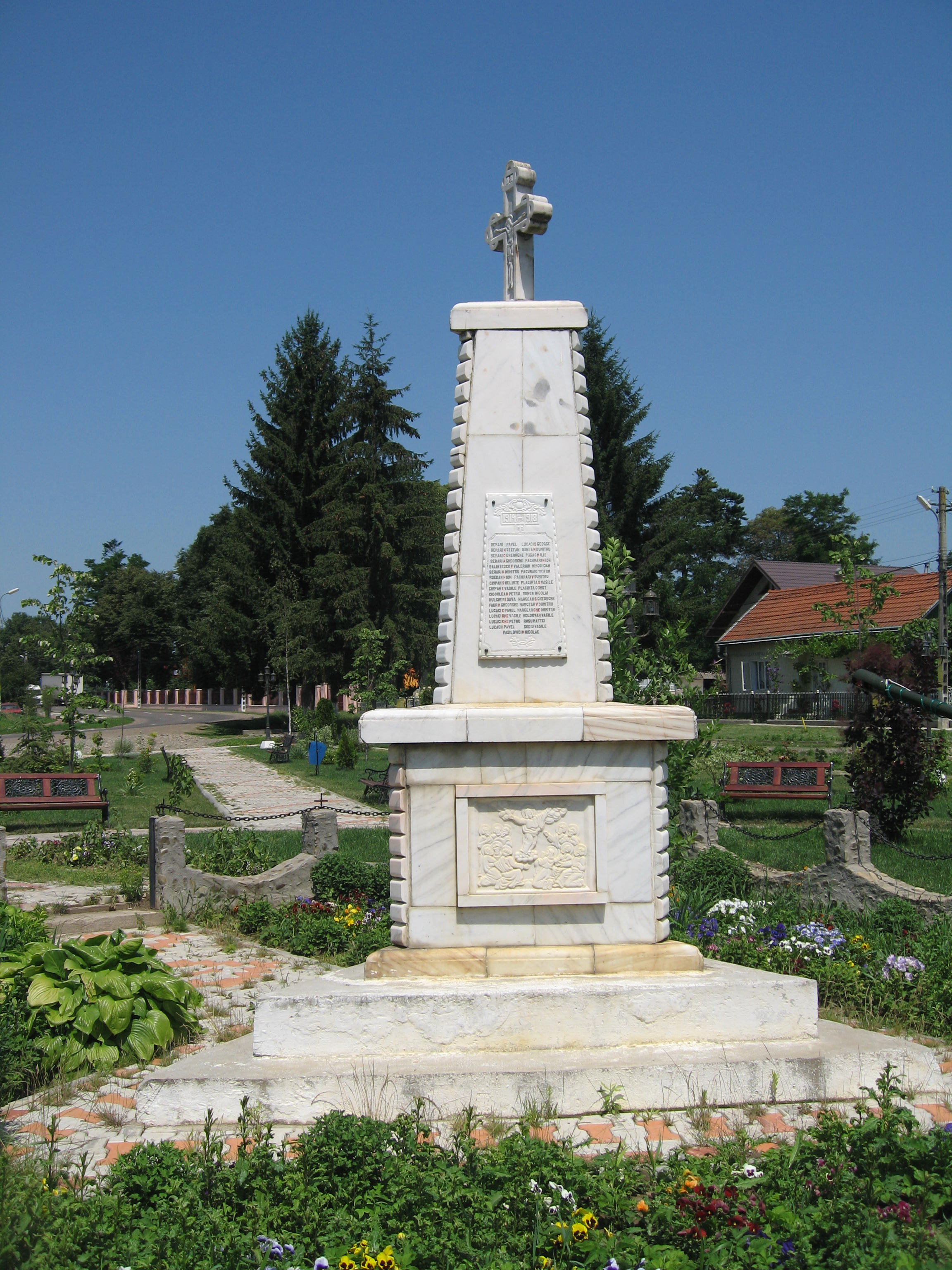
Monumentul eroilor din Şcheia
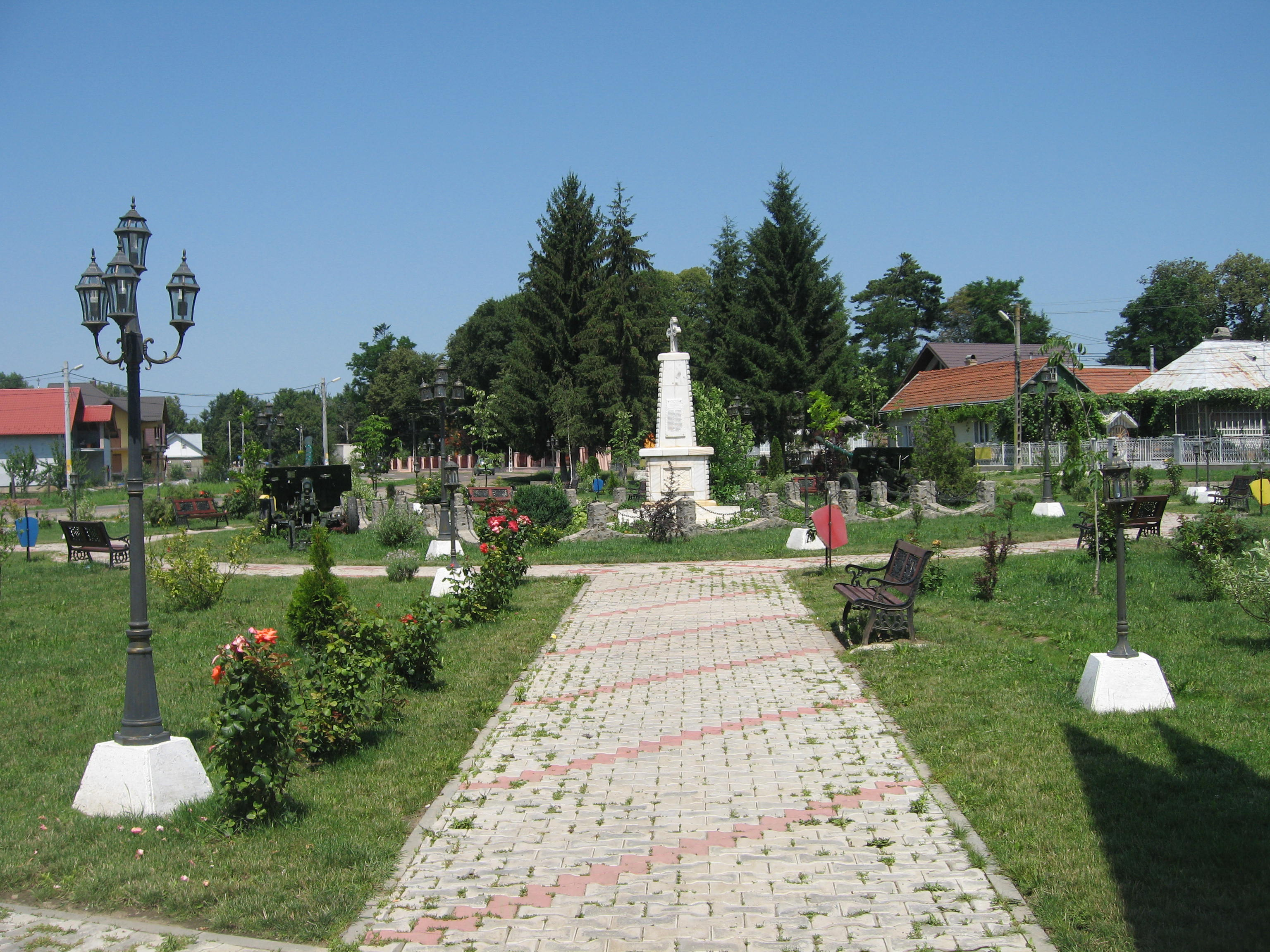
Monumentul eroilor din Şcheia văzut de pe şosea

## Personalități
- Dimitrie Păcurariu (1925 - 2002), profesor universitar, eseist, istoric și critic literar.

 Acest articol despre o localitate din județul Suceava este deocamdată un ciot. Puteți ajuta Wikipedia prin completarea lui.